# Ciechocinek
Ciechocinek är en kurort i Kujavien-Pommerns vojvodskap i Polen. Den ligger vid floden Wisła cirka 10 kilometer ost om Aleksandrów Kujawski och 20 kilometer sydost om Toruń. Staden har 10 770 invånare (2014) och är belägen på en höjd vid östra stranden av floden Wisła.